# Laboratoire d’Informatique de Sorbonne Université
 (novembre 2022).
Le LIP6 est un laboratoire de recherche sous tutelle de Sorbonne Université et du CNRS. Son acronyme provient du nom historique, le Laboratoire d'Informatique de Paris 6. Avec 220 chercheurs permanents et 199 doctorants, le LIP6 est parmi les plus gros laboratoires de recherche en informatique en France.

## Histoire
L'Institut Blaise-Pascal du CNRS est fondé en 1946, avec Joseph Pérès comme directeur, et est constitué de deux laboratoires :
- celui de calcul mécanique (dirigé par Louis Couffignal, à l'Institut Henri-Poincaré dans les locaux de l'ONERA)
- celui de calcul analogique (dirigé par Lucien Malavard, à l'Institut d'optique).

Sous la direction de René de Possel,  le laboratoire de calcul analogique devient l'Institut de Programmation (23, rue du Maroc, Paris 19e), 
et inclut des chercheurs comme Louis Nolin, Jean Porte, Maurice Nivat, Marcel-Paul Schützenberger, Jacques-Louis Lions, Jacques Arsac.
En 1969, l'institut Blaise-Pascal est scindé en quatre laboratoires, situés sur le campus de Jussieu : trois ERA CNRS (équipe de recherche associée) et un GR CNRS (groupe de recherche) :
- l'ERA 84 "Structure des systèmes informatique", dirigée par Jean Suchard et Jacques Arsac à Paris VII, qui deviendra le MASI (Méthodologie et Architecture des Systèmes Informatiques) en 1975,
- l'ERA 247 "Laboratoire d'automatique documentaire", dirigé par Maurice Gross à Paris VII, qui deviendra le LADL (Laboratoire d'Automatique Documentaire et Linguistique)[2],
- l'ERA 295 "Laboratoire d'Informatique Théorique", dirigé par Maurice Nivat, Louis Nolin, Marcel-Paul Schützenberger à Paris VII, qui deviendra le LITP (Laboratoire d'Informatique Théorique et Programmation),
- le GR 22 "Structure de l'information", dirigé par Claude-François Picard à Paris VI, qui deviendra en 1980, après la mort de celui-ci l'année précédente, le laboratoire Claude-François Picard, dirigé par Jacques Pitrat, auquel succède en 1986 Jean-François Perrot; le laboratoire prend le nom de LAFORIA (LAboratoire FORmes et Intelligence Artificielle) en 1987.

En 1987, l'IBP renaît s'y adjoint aussi l'équipe Combinatoire (UFR 921, dirigée par Michel Las Vergnas).

L'IBP devient en 1994 une fédération des laboratoires d'informatique du campus Jussieu
(Fédération d'Unités FU0007 du CNRS), regroupant alors LAFORIA, LITP, MASI. 
En 1997, différents laboratoires fusionnent et forment le Laboratoire d'Informatique de Paris 6 (LIP6).
La partie Paris 7 du LITP donne quant à elle naissance au LIAFA (Laboratoire d'Informatique Algorithmique: Fondements et Applications) qui, en janvier 2016,  fusionne avec le laboratoire PPS (Preuves, Programmes et Systèmes) au sein de l'IRIF (Institut de Recherche en Informatique Fondamentale).

## Activités
Le LIP6 se consacre à la modélisation et la résolution de problèmes fondamentaux motivés par les applications, ainsi qu'à la mise en œuvre et la validation des solutions au travers de partenariats académiques et industriels.
La recherche est réalisée au sein de 22 équipes (dont 3 communes avec Inria Paris) articulées autour de quatre axes transverses :
- Intelligence artificielle et sciences des données
- Architecture, systèmes et réseaux
- Sécurité, sûreté et fiabilité
- Théorie et outils mathématiques pour l’informatique

La coopération internationale est une constante pour les activités du laboratoire. Il entretient des relations suivies avec des universités de nombreux pays comme le Brésil, les États-Unis, le Japon, la Chine et de nombreux pays européens. En complément de la recherche académique, le LIP6 a une longue tradition de coopération avec des partenaires industriels dans de nombreux projets nationaux, européens ou internationaux.
Il accueille actuellement deux projets ERC :  
- Quantum Superiority with Coherent State (QUSCO)
- Modular Open Platform for Static Analysis (MOPSA).

Le LIP6 héberge également une chaire d'excellence sur les environnements informatiques pour l’apprentissage Humain et une chaire sur les véhicules autonomes en collaboration avec les groupes ATOS et Renault.
En collaboration avec ces partenaires, deux centres européens de recherche ont été créés : le CERME et Euronetlab. Le  CERME, Centre Européen de Recherche en Micro-Électronique travaille en partenariat avec  ST Microelectronics et Silvaco sur  les systèmes embarqués. Euronetlab, avec Thales, 6wind et Télécom ParisTech, est  un laboratoire commun de recherche sur l’internet et les réseaux. Le LIP6 est également impliqué dans les pôles de compétitivité Digital Lab et System@tic.
A l’échelle locale, le laboratoire est également très actif au sein de Sorbonne Université où il favorise la collaboration transdisciplinaire entre laboratoires. Le LIP6 est ainsi un membre fondateur et actif du Tremplin Carnot Interfaces ayant pour objectif de fédérer cinq laboratoires sur la thématique des interactions Homme/Machine. Il est aussi très fortement impliqué dans l'initiative SCAI (Sorbonne Center for Artificial Intelligence) lancée en 2018 par Sorbonne Université.
Le laboratoire est grandement impliqué dans des enseignements liés à la recherche en master. L'école doctorale EDITE de Paris (École Doctorale d'Informatique, Télécommunication et Électronique de Paris) accueille les doctorants du laboratoire.

## 4 axes transverses

### Axe «Intelligence artificielle et sciences des données» (AID)
Les big data, l’apprentissage automatique, le deep learning, l’apprentissage humain assisté par ordinateur, l’apprentissage des préférences, le raisonnement automatique, la prise de décision et les systèmes multi-agents jouent un grand rôle dans les défis auxquels le LIP6 se confronte. Le but des travaux de cet axe est de faire avancer l’état de l’art afin de : 
- Concevoir des techniques et outils qui passent à l’échelle afin d’avoir un impact en informatique et dans d’autres domaines scientifiques,
- Entrer dans l’ère où les décisions et recommandations faites par des IA à des utilisateurs sont justifiées,
- Gérer l’imprécision, l’incertitude et les changements de contexte au fil du temps.

### Axe «Architecture, systèmes et réseaux» (ASN)
Les systèmes vont à l’avenir dépendre d’infrastructures d’exécution et de communication (réseau et système d’opération) complexes, au-dessus d’architectures hétérogènes reconfigurables et permettant des caractéristiques avancées comme la dynamicité, la mobilité, ou le temps réel. 
Dans ce contexte, la consommation d’énergie et la qualité de service sont des questions cruciales. En outre, l’exécution de tels systèmes est distribuée sur des équipements de différentes natures (depuis les appareils intelligents jusqu’à de grands ordinateurs et des systèmes quantiques). Ceci soulève des questions importantes, liées à la conception, au déploiement, à l’instrumentation, à la maintenance et au coût de ses infrastructures. Les travaux de cet axe visent à proposer des solutions sur ces différentes questions.

### Axe «Sécurité, sûreté et fiabilité» (SSR)
Les systèmes automatisés sont chargés de plus en plus de missions délicates, critiques pour des questions de vie ou de mort (par exemple la santé, l’automobile ou l’aéronautique), des missions (par exemple missions spatiales ou réseaux de capteurs) ou le commerce (par exemple le e-gouvernement ou les systèmes de transactions commerciales). 
L'objectif des travaux menés ici est de s'assurer que ces systèmes sont opérationnels et se comportent comme attendu, ce qui est un défi en raison de leur forte complexité, de leur exécution hautement parallèle ou répartie, de l’existence de fautes ou d’attaques, du fait qu’ils s’exécutent dans des environnements dangereux, des besoins en maintenance, etc. 
Les questions de la vie privée et de la confiance sont également d’une importance fondamentale et différentes approches sont étudiées dans le cadre de cet axe afin de les traiter à tous les niveaux (matériel, réseau, logiciel, cryptographie).

### Axe «Théorie et outils mathématiques pour l’informatique» (TMC)
En informatique, les questions de décidabilité et de complexité, ainsi que les modèles mathématiques et discrets ou les algorithmes, sont omniprésents. On peut citer la sémantique formelle permettant de modéliser des systèmes, le comportement de gros logiciels, les algorithmes de détection de communautés dans des graphes, l’optimisation discrète ou continue, et le calcul scientifique au sens large. 
Les équipes de recherche travaillant sur cet axe conçoivent des algorithmes pour optimiser les systèmes informatiques, pour la décision, pour améliorer la fiabilité des logiciels et/ou évaluer la sécurité des primitives cryptographiques et préparer l’ère quantique. La plupart de ces algorithmes posent des problèmes de passage à l’échelle et l'objectif est alors de repousser les frontières actuelles.

## Principaux partenaires industriels
- Alcatel - AONIX - ATMEL - Bordas - Bull - CADENCE - CDC - CEA - Dassault Aviation - EADS - EDF - ELF ANTAR - FIAT INDUSTRIE - France Télécom - GDF - Gemalto - GEMS - GIE PSA - ILOG - Matra - Nathan - Nortel - Philips - Sagem - SNECMA - Siemens - SILVACO - Sony - ST Microelectronics - SURLOG - TEMENTO -  Thales -  6WIND

## Quelques chiffres
Diffusion et valorisation de la recherche
- 25 brevets
- 63 systèmes ou logiciels distribués sur internet, ou par convention avec une entreprise.

En moyenne :
- 500 publications scientifiques par an
- 60 thèses soutenues par an

Effectifs : 530
- 166 enseignants-chercheurs
- 29 chercheurs CNRS ou INRIA
- 30 ITA et IATOS
- 199 doctorants